# 물자라
물자라(학명: Muljarus japonicus)는 노린재목 물장군과에 속하는 수서곤충의 일종이다.

## 특징
물속에서 주로 올챙이, 물고기 등의 작은 동물들의 체액을 빨아먹는데, 뾰족한 입으로 먹이를 찌른 뒤 하얀색의 소화액을 주입하여 녹여서 먹는다. 암컷이 수컷의 등에 알을 낳으면 지게를 지고 있는 것처럼 보이게 되며, 공기를 공급해서 알을 지킨다. 호흡관으로 공기를 흡수하며 연못 등에서 산다. 겨울이 되면 마른 식물에서 겨울을 난다. 천적으로는 물새와 인간 등이 있고, 동족끼리 잡아먹기도 한다. 서울시 보호 야생 생물 대상종이다.

## 한국에 서식하는 물자라
- 큰물자라 (학명: Appasus major)[3][4][5][6]
- 각시물자라 (학명: Diplonychus esakii)
- 물자라 (학명: Appasus japonicus)